# Gräfendorf (Herzberg)
Gräfendorf ist ein Ortsteil der amtsfreien Stadt Herzberg (Elster) im Landkreis Elbe-Elster in Brandenburg.

## Geografie
Der Ort liegt vier Kilometer südsüdwestlich von Herzberg (Elster). Die Nachbarorte sind Grochwitz im Norden, Herzberg (Elster), Neunaundorf, Friedersdorf, Osteroda und Redlin im Nordosten, Friedrichsluga im Osten, Kleinrössen und Großrössen im Südosten, Beyern und Fermerswalde im Südwesten sowie Buckau, Rahnisdorf und Bicking im Nordwesten.

## Geschichte

Gräfendorf auf einer geschichtlichen Karte des Kreises Liebenwerda (1910).

Das Straßendorf wurde urkundlich erstmals im Jahre 1271 mit dem Namen villa Greuendorp als gräflicher Meierhof erwähnt. Untertänig war es in jener Zeit den Herren von Ileburg. Vom 15. Jahrhundert bis 1815 war Gräfendorf Bestandteil des kursächsischen Amtes Liebenwerda. Zu schweren Verwüstungen kam es während des Dreißigjährigen Krieges, dem Siebenjährigen Krieg sowie während der Befreiungskriege. Infolge der Bestimmungen des Wiener Kongresses kam das etwa 200 Einwohner zählende Dorf zum Regierungsbezirk Merseburg der preußischen Provinz Sachsen. Im Jahre 1834 wurde im Ort eine Schule errichtet. Das als Fachwerkbau errichtete Gebäude wurde 1911 durch einen Neubau ersetzt.
Geprägt wird der Ort in der Gegenwart von Drei- und Vierseitenhöfen, welche aus der zweiten Hälfte des 19. Jahrhunderts und ersten Hälfte des 20. Jahrhunderts stammen und deren Anwesen meist an der Hauptstraße anliegen.

## Kultur und Sehenswürdigkeiten
- Dorfkirche